# Flor del Caribe
Flor del Caribe (en portugués, Flor do Caribe) es una telenovela brasileña producida y emitida por TV Globo, basada en la novela clásica El conde de Montecristo. Se comenzó a emitir el 11 de marzo y finalizó el 14 de septiembre de 2013, de lunes a sábados en el horario de las 18hs.
Escrita por Walther Negrão, Suzana Pires, Alessandro Marson, Julio Fischer, Fausto Galvão y Vinícius Vianna, dirigida por Teresa Lampreia, Thiago Teitelroit, Fabio Strazzer y João Boltshauser, con la dirección general de Leonardo Nogueira sobre núcleo de Jayme Monjardim. 
Protagonizada por Grazi Massafera y Henri Castelli, con las participaciones antagónicas de Igor Rickli, Patrícia Naves y Sérgio Mamberti. Cuenta con las actuaciones estelares de los primeros actores Juca de Oliveira, Jean Pierre Noher y Angela Vieira.

## Sinopsis

### Primera fase
En 2006, se encuentra Ester, una guía de turistas que vive en Villa de los Vientos, una ciudad cerca de Natal, Río Grande del Norte, que tiene un amor de la adolescencia, Cassiano, un piloto de la Fuerza Aérea Brasileña que trabaja en Base Aérea de Natal, con quien planea casarse. Mientras tanto, Alberto, el mejor amigo de la infancia de Cassiano, también enamorado de Ester, trama un plan para separarlos. Alberto es heredero del grupo Albuquerque, manejado por su abuelo, el prepotente Dionisio, que ha criado a su nieto tras la muerte de su padre y mantiene un gran secreto que implica al padre de Ester, el judío Samuel, un hombre simple casado con la discreta Lindaura.
Alberto pide a su amigo Cassiano entregar un paquete de diamantes a Don Rafael, un cliente en Guatemala. Este cliente es en realidad un jefe de la mafia y Cassiano termina siendo víctima del plan de Alberto. Lo obligan a trabajar como esclavo en una mina de diamantes, y en Brasil se le da por muerto. Al poco tiempo, Ester descubre que está embarazada de Cassiano. Sacudida por la presunta muerte de su amado y seducida por Alberto, ella termina casándose con el villano.

### Segunda fase
Siete años más tarde, Cassiano logra escapar de la mina junto con Duque, un misterioso hombre que se ve obligado a trabajar en las minas de diamantes y con el que termina haciendo amistad. En su huida ambos conocen a Amaralina, una joven aventurera que recorre el mundo detrás de su abuelo, que nunca llegó a conocer; lo que ella no sabe es que su abuelo es Duque. Tras avadir a los hombres de don Rafael, Cassiano vuelve a Villa de los Vientos en compañía de Duque y Amaralina, dispuesto a recuperar a su amada y hacer justicia contra Alberto, que está cada vez más enriquecido con el imperio Albuquerque. A la mansión llega Guiomar, madre de Alberto, que ayudará a Ester en todo lo que pueda, tratando de hacer que Alberto cambie de actitud.
Juliano es un sencillo pescador hijo adoptivo del ex-seminarista Quirino, e hijastro de Doralice, mujer correcta que trabaja como empleada doméstica en la mansión Albuquerque. Juliano trabaja pescando, pero su vida cambia al conocer e involucrarse con la bióloga Natalia, una señora con estilo que se muda de São Paulo a Villa de los Vientos con sus hijas Ludmilla y Carol. El romance de los dos va a generar una gran expectactiva en el pueblo, debido a la diferencia de edad entre ellos, así como cambios en las actitudes de la hija mayor de Natalia, Ludmilla, una chica miedosa que no acepta que su madre salga con un joven de su misma edad. Además de Ludmilla, otro obstáculo se interpondrá en la pareja: Reynaldo, el exesposo de Natalia y padre de las jóvenes, que se traslada a Villa de los Vientos dispuesto a volver a ganar el amor de Natalia.
Otras relaciones se generan, como la de Amadeu, Ciro y Rodrigo, amigos y compañeros de trabajo de Cassiano en la Base Aérea de Natal, que compiten por el amor de la teniente Isabel.
Además de los tenientes, la trama se centra también en Taís, hermana de Cassiano, que ha tenido que cuidar a su familia tras la repentina desaparición de su hermano y que se involucra con Helios. La joven es amiga de Candinho, que vende la leche de su cabra puerta a puerta, nieto de Veridiana; es un joven bondadoso que tiene espíritu de niño, abandonado por su madre sin saber nada de su padre y criado por su abuela y sus hermanos Lino y Dadá.
Helios es un joven egoísta, ambicioso y engreído que a diferencia de su padre, el experimentado pescador Donato, y de su madre, la cocinera Bibiana, busca el éxito trepando escalones y negando sus raíces. Sus padres, que desean tener una vida digna pero no gustan de lujos, luchan para salvarlo de sus excesivas ambiciones pero no lo consiguen. Helios entra a trabajar al servicio de Alberto y Dionisio, capaz de ayudarles en sus fechorías con tal de lograr el éxito que tanto anhela, a la vez que sobaja a sus padres en cada oportunidad que tiene.

## Elenco
- Grazi Massafera - Ester Schneider
- Henri Castelli - Casiano Suárez
- Igor Rickli - Alberto "Beto" Alburquerque
- Sérgio Mamberti - Dionisio Albuquerque / Klaus Wagner
- Juca de Oliveira - Samuel Schneider
- Jean Pierre Noher - Duque
- Cláudia Netto - Guiomar Mourão Albuquerque
- César Troncoso - Don Rafael
- Moro Anghileri - Cristal
- Ângela Vieira - Lindaura Schneider
- Cacá Amaral - Francisco "Chico" Suárez
- Bete Mendes - Olivia Suárez
- Luiz Carlos Vasconcelos - Donato da Silva
- Cyria Coentro - Beatriz da Silva
- Daniela Escobar - Natalia Fonseca
- Aílton Graça - Quirino Pereira
- Laura Cardoso - Veridiana Trindade
- Bruno Gissoni - Juliano Pereira
- José Loreto - Francisco Candido "Candiño" Trinidade
- Sthefany Brito - Amaralina / Edwiges Cristina
- Débora Nascimento - Taís Suárez
- Tainá Müller - Ludmila "Mila" Fonseca
- Maria Joana Chiapetta - María Carolina "Carol" Fonseca
- Dudu Azevedo - Amadeu
- Max Fercondini - Ciro
- Thiago Martins - Rodrigo
- Rita Guedes - Doralice
- Marcos Winter - Reynaldo Fonseca
- Raphael Viana - Hélio da Silva
- Patrícia Naves - Yvete Macedo
- Rafael Almeida - Palanqueta
- Martha Nieto - Amparo
- Thaíssa Carvalho - Isabel
- Viviane Victorette - Marinalva
- José Henrique Ligabue - Virgulino "Lino" Trinidade
- Renata Roberta - Dadá Trinidade
- Gisele Alves - Zuleika
- Fernanda Pontes - Vanessa
- Cinara Leal - Nicole
- Licurgo Spinola - Comandante Franco Mantovani
- Elias Gleizer - Manolo Gutiérrez
- Vitor Figueiredo - Samuel "Samuca" Suárez
- Serena Lovatel/Vitoria Lovatel - Laura "Laurita" Albuquerque
- Livian Aragão - María José "Marizé" da Silva
- Pablo Mothé - Felipe "Lipe" da Silva
- Renzo Aprouch - William

## Emisión
| Transmisiones                                 | Transmisiones   | Transmisiones  | Transmisiones            | Transmisiones            | Transmisiones    | Transmisiones     |
| País                                          | Título          | Cadena(s)      | Primera Emisión          | Última Emisión           | Horario Semanal  | Hora              |
| --------------------------------------------- | --------------- | -------------- | ------------------------ | ------------------------ | ---------------- | ----------------- |
| Bandera de Brasil                             | Flor do Caribe  | Rede Globo     | 11 de marzo de 2013      | 13 de septiembre de 2013 | Lunes a sábados  | 18:15             |
| Bandera de Portugal                           | Flor do Caribe  | Globo Portugal | 19 de mayo de 2014       | 14 de septiembre de 2014 | Lunes a domingos | 20:00             |
| Bandera de Perú                               | Flor del Caribe | ATV            | 19 de mayo de 2014       | 31 de octubre de 2014    | Lunes a viernes  | 22:00             |
| Bandera de Uruguay                            | Flor del Caribe | Teledoce       | 4 de agosto de 2014      | 22 de enero de 2015      | Lunes a viernes  | 19:00             |
| Bandera de Paraguay                           | Flor del Caribe | SNT            | 2 de septiembre de 2014  | 17 de febrero de 2015    | Lunes a viernes  | 22:00             |
| Bandera de Hungría                            | Karibi Szerelem | RTL2           | 8 de septiembre de 2014  | 20 de febrero de 2015    | Lunes a viernes  | 14:40             |
| Bandera de Argentina                          | Flor del Caribe | Telefe         | 30 de septiembre de 2014 | 5 de enero de 2015       | Lunes a viernes  | 16:30             |
| Bandera de Guatemala                          | Flor del Caribe | Guatevisión    | 13 de octubre de 2014    | TBA                      | Lunes a viernes  | 19:00             |
| Bandera de Costa Rica                         | Flor del Caribe | Teletica       | 20 de octubre de 2014    | TBA                      | Lunes a viernes  | 11:00             |
| Bandera de El Salvador                        | Flor del Caribe | TCS Canal 4    | 20 de octubre de 2014    | TBA                      | Lunes a viernes  | 13:00             |
| Bandera de Corea del Sur                      | 캐리비안 플라워 | Telenovela     | 17 de noviembre de 2014  | TBA                      | Lunes            | 16:00             |
| Bandera de Chile                              | Flor del Caribe | Canal 13       | 26 de noviembre de 2014  | 27 de febrero de 2015    | Lunes a viernes  | 15:00             |
| Bandera de la República Dominicana            | Flor del Caribe | Tele Antillas  | 5 de octubre de 2015     | TBA                      | Lunes a viernes  | 14:00             |
| Bandera de Bolivia                            | Flor del Caribe | ATB            | 20 de noviembre de 2017  | ATB                      | Lunes a viernes  | 14:00             |
| Bandera de México                             | Flor del Caribe | Azteca Trece   | 18 de abril de 2016      | 22 de julio de 2016      | Lunes a viernes  | 16:00             |
| Bandera de la Unión de Naciones Suramericanas | Flor del Caribe | Pasiones       | 12 de julio de 2016      | 28 de diciembre de 2016  | Lunes a viernes  | 18:00 19:00 20:00 |